# Panega (vattendrag i Bulgarien)
Panega (bulgariska: Панега) är ett vattendrag i Bulgarien.   Det ligger i regionen Pleven, i den nordvästra delen av landet, 90 km nordost om huvudstaden Sofia.
Trakten runt Panega består till största delen av jordbruksmark. Runt Panega är det ganska glesbefolkat, med 47 invånare per kvadratkilometer.